# Classe Tiger (croiseur)
Pour les autres classes de navires du même nom, voir Classe Tiger.
La classe Tiger est la dernière classe de croiseurs construits pour la Royal Navy après la Seconde Guerre mondiale. Conçus comme des croiseurs légers pour ce qui est du calibre de 6 pouces (152 mm) de leur artillerie principale et de leur déplacement de 8 800 tonnes, conformément aux stipulations du second traité naval de Londres de 1936, ils étaient dotés d'une artillerie à double usage aux performances inégalées. Mais leur achèvement, intervenu environ vingt ans après leur mise sur cale, en a fait des navires obsolètes alors que les missiles avaient remplacé les canons. Sur les trois unités mises en service, deux ont été refondues en porte-hélicoptères, mais toutes ont été désarmées après moins de vingt ans de service.

## Arrière-plan
Lorsque s'achève la Seconde guerre mondiale, les croiseurs les plus récents de la Royal Navy ressortissent à deux classes.
- La classe Minotaur qui est la continuation de la classe Crown Colony ou classe Fiji, c'est-à-dire de grands croiseurs légers, déplaçant 8 800 tonnes, armés de trois tourelles triples de 152 mm, tirant à une cadence de 10-12 coups/min. L'artillerie secondaire comprenait cinq tourelles doubles de 4 pouces (102 mm) et l'artillerie anti-aérienne, quatre affûts quadruples de 40 mm (plus connus par leur surnom de pom-poms). D'une commande initiale de huit unités, deux croiseurs mis en chantier au début des années 1940, seront terminés selon les plans initiaux et mis en service avant la fin de la guerre, le HMS Minotaur[Note 1] et le HMS Swiftsure, qui sera le seul à connaitre le combat. Le HMS Superb, très légèrement plus large et à peine plus lourd est terminé fin 1945. La construction de trois d'entre eux est suspendue en 1944[1] et deux ne sont pas mis sur cale.
- La classe Dido est une classe de croiseurs légers déplaçant 6 000 tonnes, ayant une vocation anti-aérienne prononcée, prévus avec cinq tourelles doubles à double usage de 5,25 pouces (133,35 mm). Entrés en service entre 1940 et 1944, ils ont pris une part active à de multiples combats de la Méditerranée à l'Arctique où cinq d'entre eux (sur seize) ont été perdus (trois torpillés, un coulé dans un combat confus en Manche, et un par une bombe planante devant Anzio)[2].

Or les derniers combats de la guerre ont conduit à s'interroger sur ces deux types de croiseurs. Les Alliés n'ont plus engagé de grands croiseurs contre des navires similaires depuis la fin de 1943, mais  dans le soutien des débarquements, et la bataille du golfe de Leyte a été caractéristique: dans le détroit de Surigao, ce sont les destroyers et les cuirassés qui ont fait l'essentiel du job, au large de Samar, ce sont les petits porte-avions qui sont venus à bout des croiseurs lourds. Les croiseurs légers anti-aériens, quant à eux, ont tenu leur rang contre l'aviation en Italie, en Normandie ou en Provence. Mais, avec les kamikaze, devant Iwo Jima ou Okinawa, il est apparu qu'il fallait disposer d'une artillerie navale anti-aérienne d'un calibre accru, sans rien perdre de sa capacité à contrer des avions rapides.
Il est clair que de ce point de vue l'objectif était la mise au point de canons de 152 mm, à double usage, tirant une bordée d'un poids supérieur à celle de la classe Cleveland ou de la classe Town, grâce à une cadence de tir plus élevée, tout en ayant une vitesse de rotation et d'élévation des canons égale à celle des tourelles doubles de 5 pouces (127 mm), pour la Défense Contre Avions. C'est grosso modo ce que l'US Navy a cherché avec la classe Worcester et ses canons de 152 mm/47 DP Mk 16, la contre-partie étant une longue coque, pour y installer six tourelles doubles en ligne, des installations de direction de tir par radar et des magasins pour y disposer de 400 obus par tube, ce qui aboutissait à un déplacement presque double de la limite maximale de déplacement fixé par le second traité naval de Londres de 1936 pour les croiseurs légers, soit 8 000 t. C'est d'ailleurs ce qui avait conduit l'US Navy à ne pas pousser les études en ce sens, avant 1943,.
Mais  dans l'immédiat après-guerre, pour les marines, ce problème de l'évolution du croiseur est loin d'être le seul à résoudre. Après 1947, les tensions aux États-Unis sur le rôle de l'Air Force et de la Navy dans la mise en œuvre de l'arme atomique aboutit à la « révolte des amiraux », tandis que Britanniques et Français se résolvaient à construire ou achever des mastodontes obsolètes (HMS Vanguard et Jean Bart), au détriment de porte-avions. Ceci explique la longueur et l'âpreté des discussions au sein de la Royal Navy, sur le sort à réserver aux coques inachevées de la classe Minotaur.

## Conception et caractéristiques
Au Royaume-Uni, après guerre, les forces navales doivent être réduites et modernisées. Pour les croiseurs, il faut à la fois définir une politique de cession de certaines unités, mais à quel états du Commonwealth (Canada ? Australie ?), choisir celles qui  valent la peine d'être modernisées, définir, s'il en est besoin, les caractéristiques de nouveaux types de navires, destroyers de grande taille comme les "destroyers leaders" de classe Mitscher de l'US Navy, d'après  leur taille et les armements dont on veut les doter, déterminer comment faire face à de nouvelles menaces (par exemple la classe Sverdlov), le tout dans une situation financière difficile, avec un Gouvernement où les Travaillistes ont accédé au pouvoir, avec Clement Attlee en 1945, mais où Sir Winston Churchill revient en 1951, mais doit faire face au conflit coréen. D'où des tergiversations multiples.
En 1944, un une nouvelle classe de grands croiseurs a été projetée, la classe Neptune. Il s'agissait de navires déplaçant 15 500 tonnes (ou 19 000 tonnes à pleine charge), que l'on considérait comme des « Belfasts améliorés », et dont le First Sea Lord, l'Admiral de la Flotte Sir Andrew Cunningham avait expressément souhaité qu'ils soient armés de canons de 152 mm. Mais leur artillerie principale en tourelles triples de 152 mm BL Mark XXV n'a bénéficié par rapport à celle des croiseurs de la classe Minautor que d'une amélioration limitée dans la cadence de tir, insuffisante pour le combat anti-aérien. Le déplacement prévu en aurait fait des navires bien coûteux en ces temps de pénurie budgétaire, alors qu'il apparaissait souhaitable de se rapprocher des États-Unis, en train de mettre au point la classe Worcester. En 1947 la construction de cette classe a été abandonnée pour les cinq unités prévues et pour une unité de la classe Minotaur, le HMS Bellerophon qui n'aurait été mise sur cale que comme sixième unité de la classe Neptune.
En fait, il n'était plus question de construire de croiseurs pendant cinq ans, à la fois parce qu'il n'y avait pas de menace soviétique à laquelle faire face, et en raison des difficultés budgétaires, ce qui permit d'examiner d'autres possibilité, comme celle du « croiseur-destroyer » déplaçant quelque 3 750 tonnes, proche du destroyer leader américain USS Mitscher (en). Faisait aussi débat l'intérêt d'une artillerie anti-aérienne de fort calibre dont les cibles privilégiées seraient des appareils volant à haute altitude, ce dont certains aux États-Unis ne voyaient plus l'utilité, tandis que le besoin immédiat en ce qui concernait les croiseurs était satisfait par la modernisation des croiseurs HMS Newcastle et Birmingham de la classe Town, HMS Kenya et Newfoundland de la classe Crown Colony.
La guerre de Corée qui conduit à devoir engager dans le Pacifique, à partir de juin 1950 des navires ayant un rayon d'action important, et le déploiement par l'Union Soviétique de la classe Sverdlov ont changé la donne, et ont conduit à relancer la réflexion sur les croiseurs. La mise au point d'une artillerie de 152 mm à tir rapide (152 mm BL Mk XXVI, avec une nouvelle désignation, 6"/50 QF Mark N5) avait avancé. Cela aboutit à revenir à un projet de classe Minotaur de 1947 (en). Mais le poids des tourelles à chargement automatique, qui pour des raisons d'habitabilité, aboutissait à mettre en place des tourelles doubles de 158,5 t à la place des tourelles triples de 205-207 t prévues sur la classe Neptune, accroissait  le poids des tourelles de 200 t pour cinq tourelles doubles, en position A, B, Q, X et Y, soit une disposition analogue à celle de la classe Dido, mais pour un déplacement plus que doublé, de 15 500 t environ. 
Pour des raisons d'économies budgétaires, le choix a été fait à l'automne 1954 d'utiliser les coques restant inachevées de la classe Minotaur, qui permettaient de disposer en trois ans au lieu de cinq et pour 60 % du coût, de croiseurs de 8 000 tonnes armés de deux tourelles doubles de 152 mm/50 QF Mark N5 et trois tourelles doubles de 76,2 mm/70 Mark6. Cette solution, que le changement d'attitude de Nikita Khrouchtchev sur l'emploi des grands croiseurs rendait acceptable, permettait, certes, de disposer de bâtiments ayant un rayon d'action très supérieur à  celui de tout « croiseur-destroyer », une artillerie anti-aérienne incomparable, et une bordée anti-navires d'un poids comparable à celui des unités déjà achevées de la classe Minautor. 

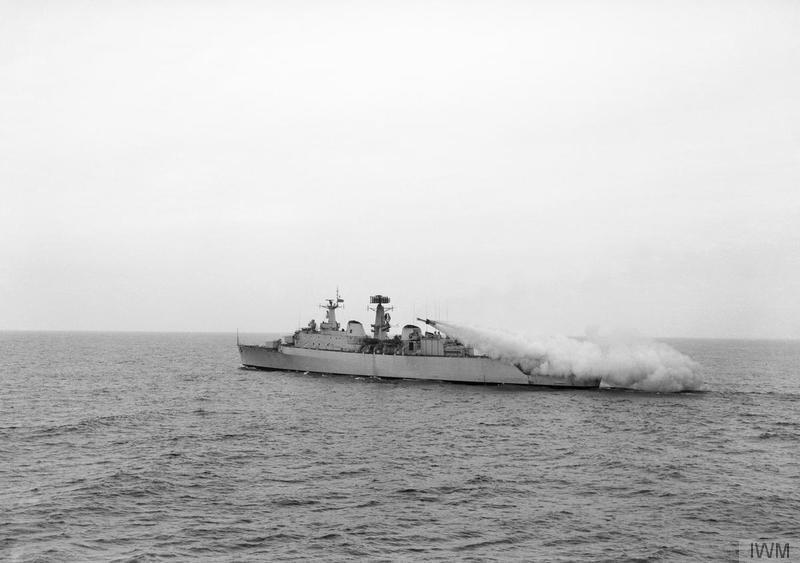
Le HMS Devonshire tirant le premier Sea Slug, en 1962.

Pour autant, elle ne satisfaisait pas le Premier Lord de la Mer, l'amiral Lord Louis Mountbatten, nommé en 1955, qui pensait n'avoir « aucun usage » de croiseurs. C'est d'ailleurs sous son commandement qu'en avril 1957, a été fermé le département de conception des croiseurs de la Royal Navy, puis en mars 1959, a été mis sur cale le premier escorteur de la flotte de la classe County (en), déplaçant 6 200 tonnes, armé de missiles Sea Slugs et Sea Darts et d'un hélicoptère Wessex, et propulsé par une combinaison de turbines à vapeur et de turbines à gaz (COSAG).

### Armement
La batterie de canons de 152 mm/50 QF Mark N5 avait une cadence de tir exceptionnelle, en théorie 20 à 25 coups/min, soit le double de celle de la classe Worcester, même si, en pratique, elle n'était que de 15 à 20 coups/min, ce qui permettait de tirer avec quatre pièces, en une minute, 80 obus de perforation, soit presque autant que les croiseurs de la classe Minautor, avec leurs trois tourelles triples. La vitesse de rotation des tourelles était de 40°/s, l'élévation maximale des pièces était de 80°, les deux canons étant montés de façon indépendante sur des berceaux différents. La batterie d'artillerie secondaire au calibre de 76,2 mm /70 calibres Mark6 avait aussi  une cadence extraordinaire de 90 coups/min au moins, alors que les canons de 4 pouces (102 mm) des premières unités construites de la classe Minotaur tiraient à 13 coups/min. Cette artillerie était donc « capable de tirer deux fois plus vite qu'une artillerie manœuvrée manuellement et d'être dix fois meilleure que l'armement original du HMS Superb achevé en 1945 » (selon le Vicomte Hall, Lord de l'Amirauté en 1929-1931, à la Chambre des Lords en 1959).
La contrepartie était la vitesse de consommation des munitions : au rythme de 17 coups/min, l'approvisionnement en munitions aurait été épuisé théoriquement en moins de 25 minutes, situation tout à fait irréaliste en bataille, les canons s'enrayant souvent au bout de 30 secondes… Mais la Navy arguait que les 30 secondes initiales étaient déterminantes, que les avions à réaction seraient abattus par de brèves rafales, et que l'important était de tirer automatiquement, haut et fort dès l'ouverture du feu.  
Le vrai problème était qu'au moment de la mise en service de ces croiseurs, cette artillerie s'est trouvée en concurrence avec des armements de missiles guidés dont ils étaient dépourvus tels les Talos, Terrier ou Tartar, que l'US Navy installait à la même époque sur ses croiseurs refondus des classes Cleveland ou Baltimore.

### Protection, propulsion
Pour ce qui est des autres caractéristiques, ces croiseurs n'avaient pas un caractère de nouveauté comparable à celui de leur artillerie, mais avaient celles celles de leurs contemporains du temps de leur construction, et qui affichaient donc quinze ans d'âge, cuirasse de ceinture de moins de 90 mm, turbines à vapeur alimentées par des chaudières Admiralty à trois tambours, par exemple.
On aura noté que les escorteurs de la flotte de la classe County (en), qui ont été les premiers bâtiments de surface d'un déplacement presque équivalent, construits et mis en service pour assurer des missions assez comparables à celles des croiseurs ont présenté des caractères de nouveauté, tant par leur armement de missiles que par leur propulsion, utilisant le système  COSAG, combinant turbines à vapeur et turbines à gaz, qui donnaient à la classe Tiger « un coup de vieux ».
Cependant, ils étaient conçus pour opérer sous menace et en ambiance nucléaire.

## Navires de la classe
| Numéro de coque | Nom                        | (a) Constructeur de la coque (b) Fabricant principal des machines                                                                                     | Mis sur cale     | Lancé            | Entré en service | Armement pour essais | Désarmement   | Coût de construction estimé |
| --------------- | -------------------------- | --- | ---------------- | ---------------- | ---------------- | -------------------- | ------------- | --------------------------- |
| C20             | Tiger (ex-Bellerophon)     | (a) & (b) John Brown and Co Ltd, Clydebank. | 1er octobre 1941 | 25 octobre 1945  | Mars 1959        | 18 mars 1959         | 20 avril 1978 | £12,820,000                 |
| C34             | Lion (ex-Defence)          | (a) Scotts Shipbuilding & Engineering Co Ltd, Greenock (jusqu'au lancement) (a) Swan Hunter & Wigham Richardson Wallsend-on-Tyne (pour l'achèvement). | 24 juin 1942     | 2 septembre 1944 | Juillet 1960     | 20 juillet 1960      | Décembre 1972 | £14,375,000                 |
| C99             | Blake (ex-Tiger, ex-Blake) | (a) & (b) Fairfield Shipbuilding and Engineering Company Govan, Glasgow.                                                                              | 17 août 1942     | 20 décembre 1945 | March 1961       | 8 mars 1961          | Décembre 1979 | £14,940,000                 |

## Service
Le HMS Tiger a été armé pour essais en mars 1959, le HMS Lion en juillet 1960, et le HMS Blake en mars 1961.

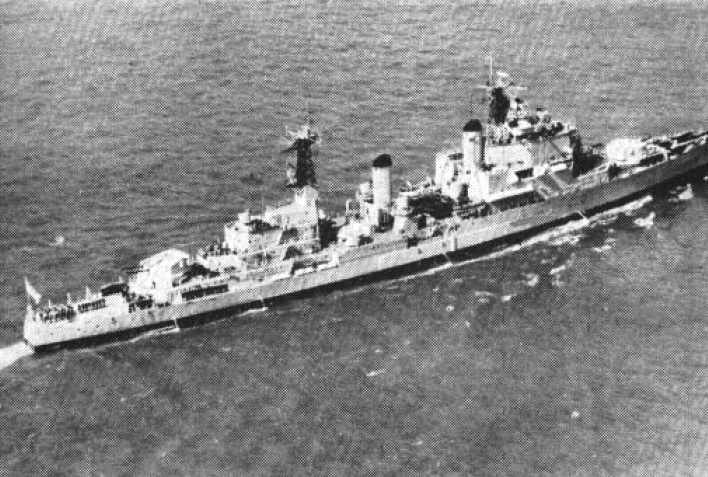
Le HMS Tiger à la mer en 1961.

Le HMS Tiger eut d'abord à résoudre les problèmes de dents de lait de son artillerie, principale et secondaire, en particulier pour assurer des rafales soutenues de 152 mm. On n'y portera définitivement remède que lors de la révision de fin 1960. Après avoir visité les ports d'Europe du nord (Gdynia, Stockholm, Kiel et Anvers), puis servi de navire amiral à la Flotte de Méditerranée,  le HMS Tiger a été envoyé en Malaisie dans le cadre de la confrontation avec l'Indonésie. Souffrant d'un manque de personnels, il n'est pas en situation d'avoir tous ses équipements opérationnels. En 1965-66, il a porté la marque du Commandant-en-second de la Home Fleet. Fin 1966, il a hébergé, au large de Gibraltar, des négociations entre le Premier Ministre Harold Wilson, et le leader de la Rhodesie, Mr Ian Smith.

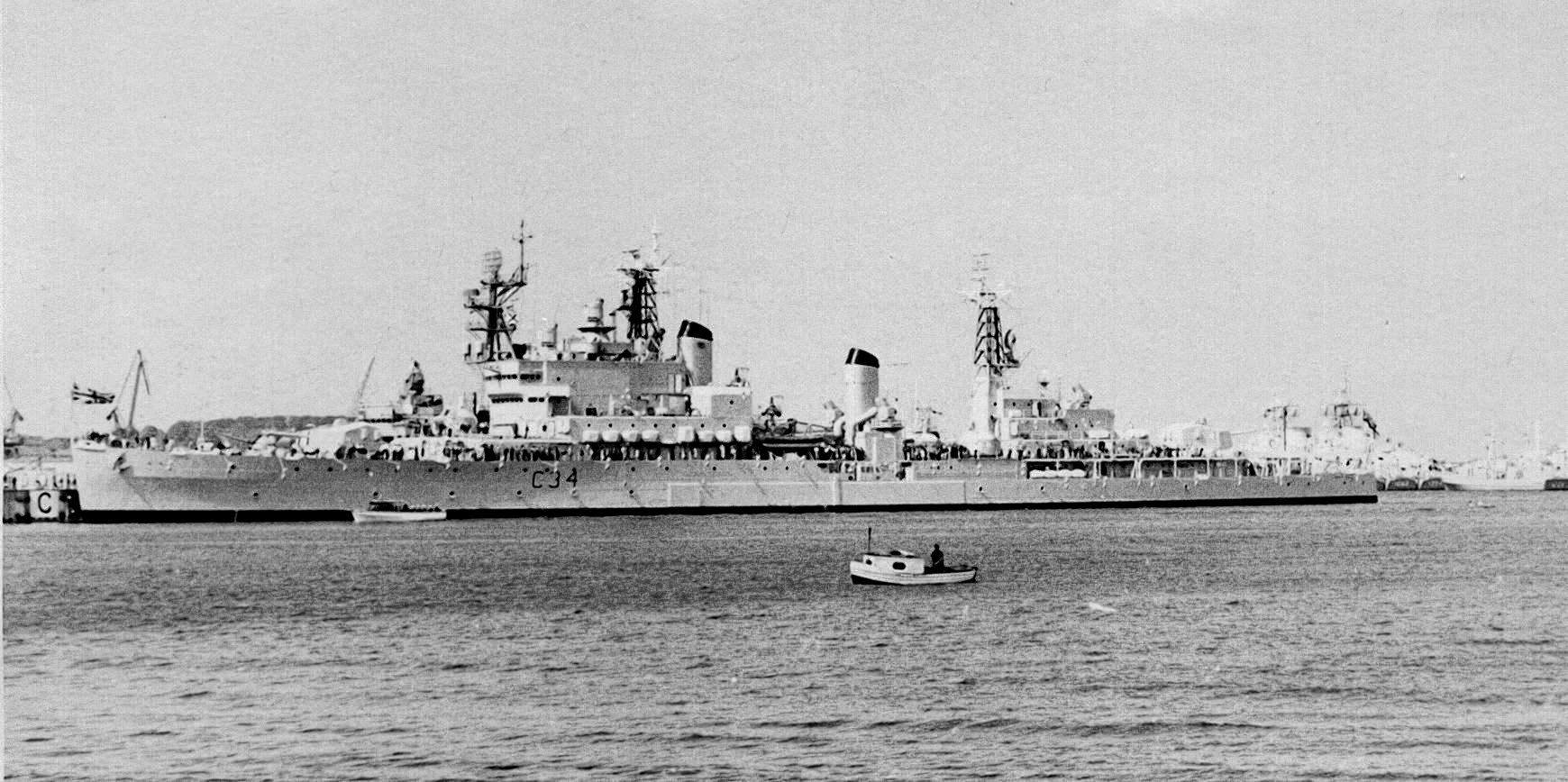
Le HMS Lion à Kiel, en 1964.

Le HMS Lion a eu initialement des déboires avec ses machines qui ont entraîné un passage de trois mois au bassin de la base de Portsmouth, à l'hiver 1960-61. Il navigue en Méditerranée, visite l'Amérique du sud, et en 1963 gagne l'Extrême-Orient et participe aux cérémonie de la création de la Malaisie, en septembre. Il effectue une visite en Australie, puis en 1964, rentre au Royaume-Uni. En septembre, il participe aux cérémonies de l'indépendance de Malte, et au début de 1965 à celle de la Gambie. 
Au début des années 1960, la Royal Navy a été en pénurie d'effectifs, et les croiseurs qui étaient gros utilisateurs de personnels, ont été placés en réserve.

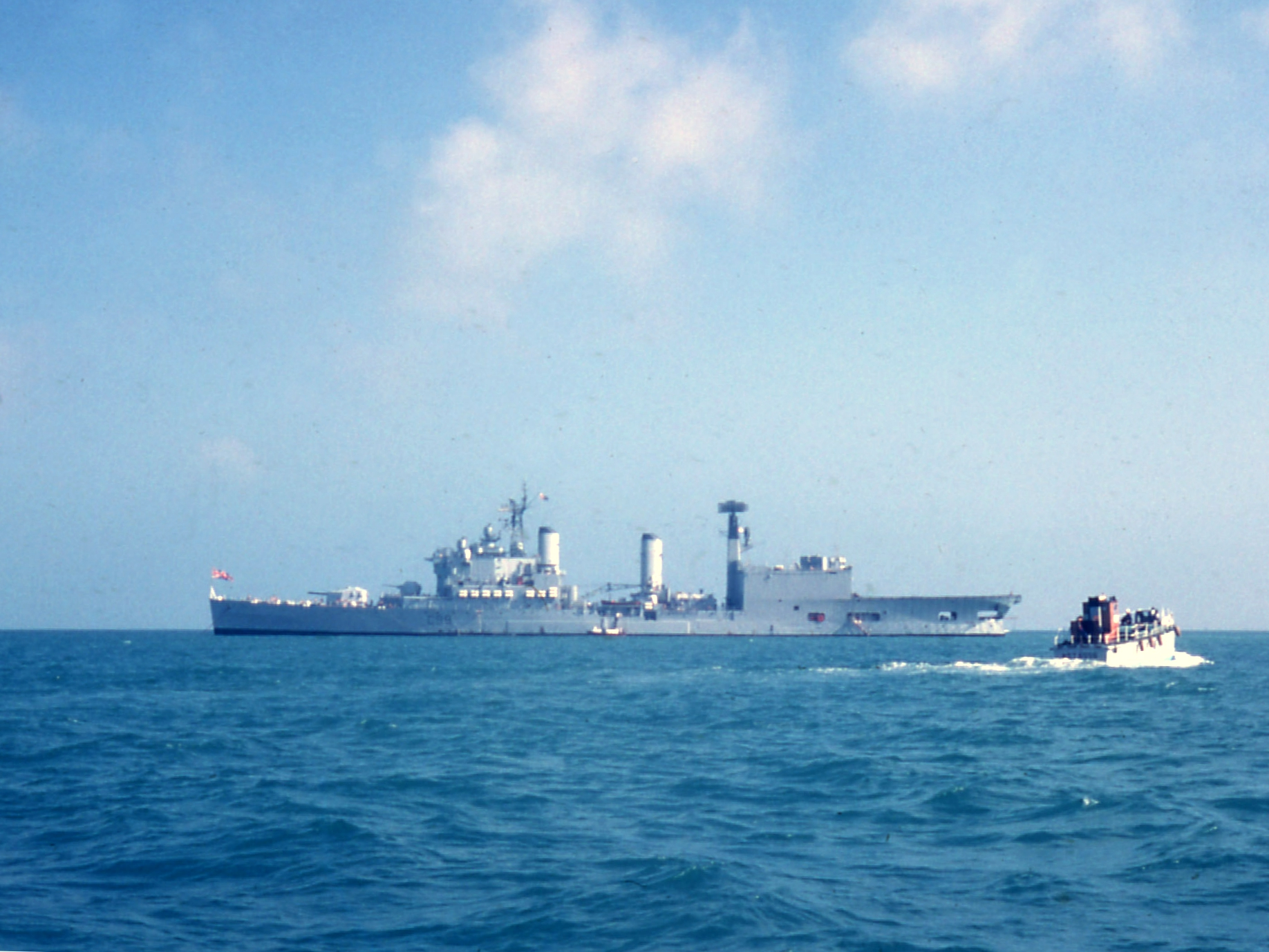
Le HMS Blake, à l'ancre à Key West, en 1978.

À peine trois ans après son entrée en service, le HMS Blake a dû subir une transformation en croiseur porte-hélicoptère et de commandement, avec sur son arrière un pont d'envol et un hangar, assez inesthétique, transportant des Westland Wessex, puis à partir de 1972 des Westland Sea Kings, ce qui a conduit à le dépouiller de la moitié de son artillerie principale et des deux tiers de son artillerie secondaire. À  la place de ses tourelles doubles latérales de 76,2 mm, ont été installés deux lanceurs quadruples de missiles GWS.21 Seacats. Les cheminées ont été rehaussées, de nouveaux radars installés, notamment un radar de veille aérienne du type T985M sur le grand mât. Le résultat fut satisfaisant, mais beaucoup plus long et coûteux que prévu. En 1969, dans sa nouvelle tenue, le HMS Blake est allé « montrer le pavillon » devant Gibraltar, où le général Franco fermait la frontière avec l'Espagne.
Le HMS Tiger a bénéficié de la même conversion de 1969 à 1972, mais pas le HMS Lion, qui, ayant été quasiment cannibalisé, a été définitivement désarmé en 1972 et démoli en 1975. Mais ses sister-ships ne lui ont survécu qu'un peu plus de cinq ans, étant désarmés en 1978 et 1979.
Un retour au service des Blake et Tiger fut envisagé au moment de la guerre des Malouines, mais il ne fut pas mené à bien. Il avait été envisagé de les utiliser comme point de ravitaillement des avions de la flotte pour en accroître le rayon d'action, mais comme les croiseurs n'étaient pas dotés d'un tremplin d'envol, les Harrier auraient dû en repartir en décollage vertical, ce qui eût réduit excessivement leur capacité d'emport. 
Les deux coques ont été démantelées respectivement en 1982 et 1986.